# مقاطعة كوك (تكساس)

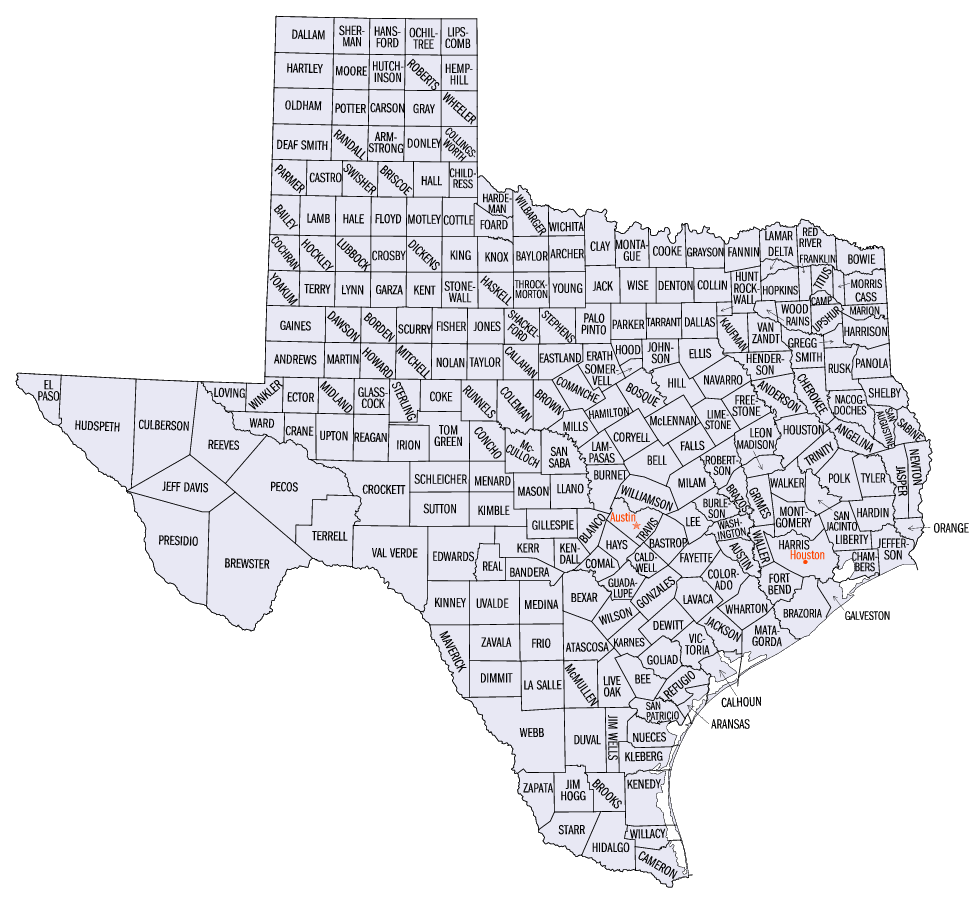
خارطة مقاطعات تكساس

مقاطعة كوك (بالإنجليزية: Coke  County)‏ هي إحدى المقاطعات في ولاية تكساس، الولايات المتحدة الأمريكية.